# Samsung Galaxy A30
O Samsung Galaxy A30 é um smartphone Android desenvolvido e fabricado pela Samsung Electronics. Faz parte da série Galaxy A, que é voltada para o mercado intermediário. A empresa lançou este telefone 2 de março de 2019.
O A30 se destacou pela sua tela e interface de usuário, mas decepcionou em relação ao desempenho do telefone, à duração da bateria e à qualidade da câmera.

## Especificações

### Software
O smartphone sai de fábrica com sistema operacional móvel Android 9 com a interface One UI 1.0 da Samsung. Além de Bluetooth 5.0 e Wi-fi, o A30 oferece serviços exclusivos da Samsung, como o assistente inteligente Bixby, o sistema de pagamentos Samsung Pay e o aplicativo de bem-estar Samsung Health.

## Recepção

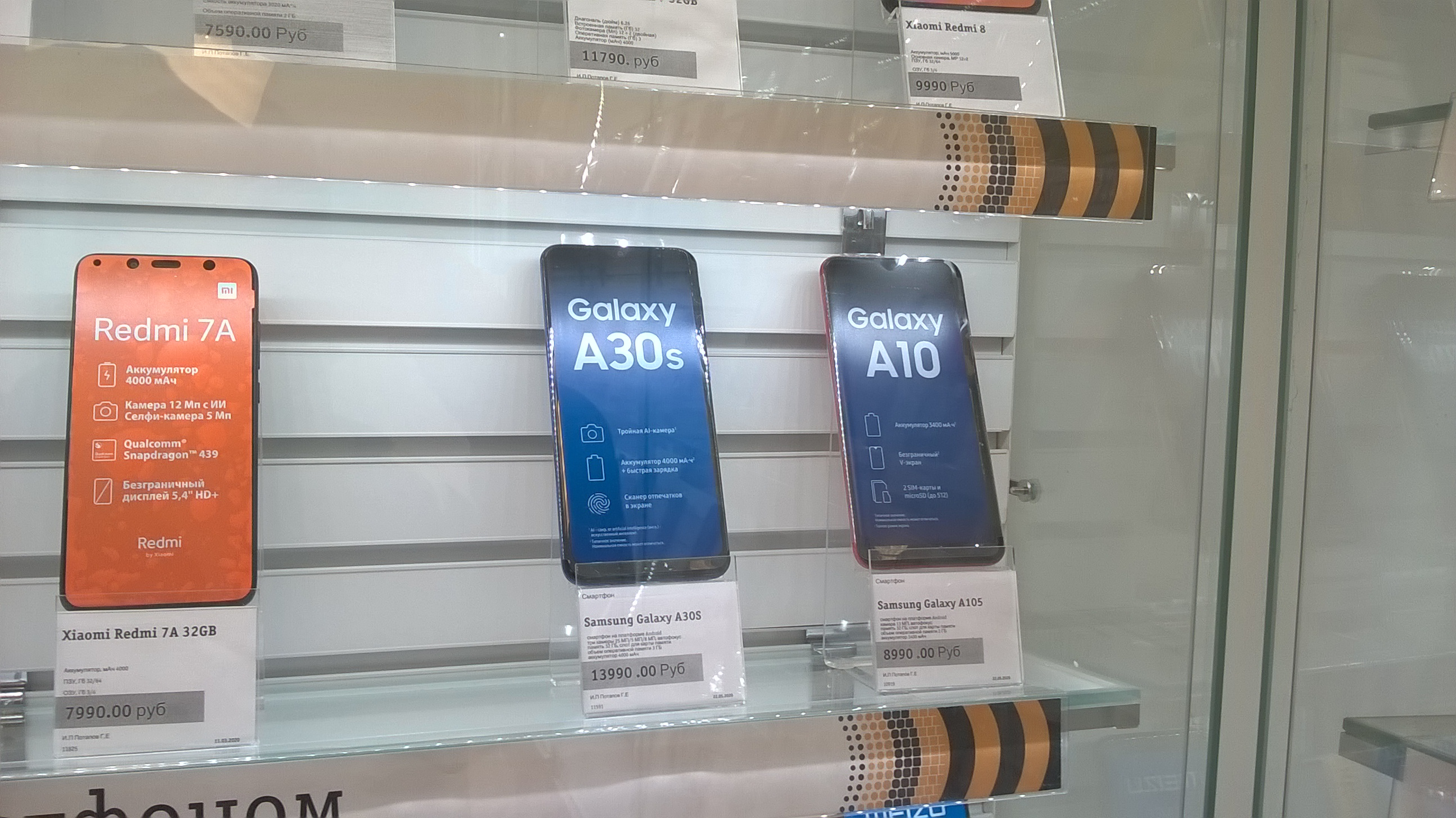
Na foto, vemos três modelos de smartphones em uma loja russa de celulares: o Samsung Galaxy A30s no centro, o Samsung Galaxy A10 à direita e o Xiaomi Redmi 7A à esquerda. A imagem foi tirada em 27 de maio de 2020.

O Galaxy A30 recebeu elogios pela sua tela, software e bateria, mas foi criticado pelo seu chipset com problemas de desempenho e pela sua câmera de qualidade "média", segundo Deepak Rajawat, da smartprix, e Sanket Vijayasarathy, da India Today. Tom Bedford e Matt Swider da TechRadar também destacaram a tela vibrante do A30, mas acharam o telefone grande demais para manusear com facilidade. Shekhar Thakhan da 91mobiles gostou da tela AMOLED, da interface One UI e da bateria do telefone, mas não da parte traseira que "atrai impressões digitais".